# François-Joseph Pfeiffer
Pour les articles homonymes, voir Pfeiffer.
François-Joseph Pfeiffer est un peintre d'origine allemande, né à Liège en 1778 et décédé à Terborg, aux Pays-Bas, en 1835.

## Biographie
Il s'installa à Amsterdam où il œuvra comme décorateur de théâtre, son talent y fut apprécié au point de le voir devenir membre de l'Académie Royale des Beaux-Arts.
Il était également graveur de portrait et lithographe.
Il excella également dans les vues optiques fort prisées de son temps, et publia un Théâtre optique ainsi qu'un Cosmorama.
Franc-maçon, il s'était affilié le 1er juin 1804 à la loge bruxelloise Les Amis philanthropes.
Il ne faut pas le confondre avec son père Joseph Pfeiffer, né à Aix-la-Chapelle en 1741 et décédé à Bruxelles en 1807, qui peignit de nombreux portraits.